# Abby (serial telewizyjny)
Abby (2003) – amerykański serial komediowy wyprodukowany przez Katlin-Bernstein Productions i CBS Productions.
Jego światowa premiera odbyła się 6 stycznia 2003 roku na kanale UPN. Miało zostać wyemitowane 10 odcinków, ale zostało wyemitowanych 9 odcinków. Ostatni odcinek został wyemitowany 4 marca 2003 roku. W Polsce serial nadawany był na kanale TVP2.

## Obsada
- Sydney Tamiia Poitier jako Abby Newman
- Kadeem Hardison jako Will Jefferies
- Randy J. Goodwin jako Max Ellis
- Tangie Ambrose jako Joanne Walker
- Sean O’Bryan jako Roger Tomkins

## Spis odcinków
| N/o            | Tytuł angielski           |
| -------------- | ------------------------- |
|                |                           |
| SERIA PIERWSZA |                           |
|                |                           |
| 01             | The Breakup               |
|                |                           |
| 02             | Moving On                 |
|                |                           |
| 03             | Abby's First Date         |
|                |                           |
| 04             | Ted & Carol & Will & Abby |
|                |                           |
| 05             | Abby Gets Her Grove Back  |
|                |                           |
| 06             | The Mama and the Papa     |
|                |                           |
| 07             | Leggo My Ego              |
|                |                           |
| 08             | Bare Naked Lady           |
|                |                           |
| 09             | Kiss My Ex                |
|                |                           |
| 10             | Abby Wallows, Max Follows |
|                |                           |